# Poul Erik Søe
Poul Erik Søe (født 17. maj 1937 i Nykøbing Mors, død 5. marts 2008) var dansk højskoleforstander, forfatter og journalist. 
Fra 1956 var Poul Erik Søe journalistelev på Morsø Avis, Randers Dagblad og Fyns Venstreblad, politisk medarbejder ved Radikale Venstres Pressebureau, Christiansborg-redaktør ved Kristeligt Dagblad. I 1962 blev han ansat på Danmarks Radio som programsekretær. Han avancerede til programredaktør. I 1965 blev han chefredaktør ved Skive Folkeblad men vendte tilbage til DR som programredaktør for indenrigs- og udenrigspolitik i 1966. Fra 1968 til 72 var han højskolelærer i indenrigspolitik ved Krogerup Højskole og fra 1973 til 77 medredaktør af Danmarks Radios litterære magasin Perspektivkassen. I 1977 forlod han DR og blev forstander først ved Uldum Højskole og fra 1985 forstander ved Lønne Højskole, som han oprettede sammen med hustruen Charlotte Søe.
Poul Erik Søe har været generalsekretær for Dansk Fagpresse Forening, redaktør af Foreningen Nordens blad og siddet i redaktionspanelet for bladet Frit Norden. 
Han var far til journalist Jeppe Søe, højskolelærer Astrid Søe, institutionsleder Anneke Søe og forfatter Synnøve Søe.

## Hædersbevisninger
- Kristian Dahls Mindelegat, kaldte den lille Cavlingpris 1966
- Andelsbankens erhvervspris 1986
- Egholtprisen 1994
- Danmarks Radios Rosenkjærprisen 1996
- Landbrugets Kulturfonds hæderslegat i 2000

## Reference
1. ↑  Poul Erik Søe er død – Politiken.dk, 7. marts 2008
2. ↑  enmandsavisen.dk